# Bouguenais
Bouguenais – miejscowość i gmina we Francji, w regionie Kraj Loary, w departamencie Loara Atlantycka.
Według danych na rok 2010 gminę zamieszkiwały 18 194 osoby, a gęstość zaludnienia wynosiła 577 osób/km².